# San Martín de la Vega del Alberche
San Martín de la Vega del Alberche es un municipio de España perteneciente a la provincia de Ávila, en la comunidad autónoma de Castilla y León. Está situado entre la vertiente sur de la sierra de Villafranca y la norte de la sierra de Piedra Aguda y es regado por el río Alberche, que nace en la linde entre su término municipal y el de San Juan de Gredos. Forma parte del partido judicial de Piedrahíta y de la comarca de El Barco de Ávila-Piedrahíta. En 2017 contaba con una población de 177 habitantes.

## Geografía
La localidad está situada a una altitud de 1517 m sobre el nivel del mar.
| Noroeste: Navaescurial      | Norte: Villafranca de la Sierra y Navacepedilla de Corneja | Noreste: Garganta del Villar |
| Oeste: San Juan de Gredos   |                                                            | Este: Garganta del Villar    |
| Suroeste: Hoyos del Collado | Sur: Hoyos del Espino                                      | Sureste: Navadijos           |

## Historia
Hasta la reforma de la nomenclatura municipal de 1916 el municipio se llamaba simplemente San Martín de la Vega. En dicha fecha su nombre fue modificado por el de San Martín de la Vega del Alberche.

## Demografía
San Martin de la Vega del Alberche cuenta con una población de 153 habitantes (INE 2024).
| Gráfica de evolución demográfica de San Martin de la Vega del Alberche entre 1842 y 2021 |
| |
| Población de derecho según los censos de población del INE. Población de hecho según los censos de población del INE.En estos censos se denominaba San Martín de la Vega: 1842, 1857, 1860, 1877, 1887, 1897, 1900 y 1910. |